# 土墱寨之戰
宋辽战争中一场战役，发生在986年十二月。是宋军雍熙北伐失败后，辽军发动的南侵战役之一，但与同月进行的君子馆之战结果不同，这场战役以宋军胜利告终。

## 地形分析
古代州即今日中华人民共和国山西省忻州市代县，北面是恒山余脉，南面是五台山麓，滹沱河水由东向西横穿全境。基本地貌由山地、丘陵和河谷盆地盘结而成。雁门关就在该州，“根柢三关，咽喉全晋”，为历来兵家必争之地。

## 过程
986年十月十七日，辽圣宗向拒马河南六州军民下诏，宣布将向宋朝开战后。辽军分为三路，其中一路北大王耶律蒲奴宁带领，负责山西战事。
耶律蒲奴宁率所部军进攻代州。宋军神卫都指挥使马正率所部在代州城南门下与辽军交战，寡不敌众战败。城内的代州副都部署卢汉赟不肯出战，只愿守城。给事中、知代州事张齐贤只能自己率领两千厢军，从马正的右方出击，并慷慨誓师，要以一当百。与此同时，辽军开始后退。
在出战之前，张齐贤与忠武軍節度使、檢校太保潘美事先约定，潘美要率并州军队前来参战。但张派出去的间谍被敌人辽军捉住，张齐贤害怕潘美出兵日期被敌军知道，会导致潘美的人马被辽军袭击。随后潘美的使臣到达，说潘美的军队离开并州到达柏井时，收到秘密诏书，说宋太宗已经知道东路军队在君子馆已经战败，命令并州军队全部不许出战，所以潘美已经返回并州。但这时战场上已经出现大量的辽兵，张齐贤说：“贼军知道潘美前来，而不知他退回的事。”于是把来送信的使臣关起来，并在半夜派出二百士兵，每人手持一面旗帜，身负一捆干草，到离代州城西南三十里处，列队竖起旗帜和点燃柴草。辽军远远看见火光中有旗帜，以为并州军赶到战场，惊慌地向北撤退。撤退的辽军遇到张齐贤预先在土磴寨埋伏部队，遭到袭击而大败，宋军俘获北大王之子一人，帐前舍利一人，斩首两千余级，获得战马两千匹、武器盔甲很多。捷报上奏，把功劳归于汉赟。后来太宗知道汉赟没有出战，就将他和钤辖刘宇，皆罢为右监门卫大将军。

## 评价
这一战按宋将张齐贤临战不乱，利用自己对地形的熟悉，布置疑兵惑敌，随后以伏兵突袭敌人，终以少胜多。也是弹性防御的概念一种体现。